# Пространственный заряд
Пространственный заряд — распределённый нескомпенсированный электрический заряд одного знака. Пространственные заряды возникают в вакуумных и газоразрядных лампах в пространстве между электродами, а также в неоднородных областях полупроводниковых приборов, и сильно влияют на прохождение тока через эти области, приводя к нелинейным вольт-амперным характеристикам таких приборов.

## Примеры
Например, в вакуумном диоде при протекании тока между катодом и анодом в промежутке между ними существует определённая концентрация электронов, имеющих отрицательный заряд. Одновременно в этой области нет положительно заряженных ионов, а потому образуется отрицательно заряженное электронное облако. Это облако препятствует эмиссии электронов из катода.
Пространственные заряды возникают также в полупроводниковых диодах в области p-n-перехода. Электроны из полупроводника n-типа в области такого перехода диффундируют в полупроводник p-типа, где рекомбинируют с дырками. Аналогично, дырки диффундируют из полупроводника p-типа в полупроводник n-типа, где рекомбинируют с электронами. Как следствие, вокруг p-n-перехода возникают области с нехваткой электронов и области с избытком электронов, соответственно положительно и отрицательно заряженные. В области полупроводника n-типа с нехваткой электронов, положительный заряд создаётся донорами, а в области p-типа с избытком отрицательный заряд создаётся акцепторами, на которые электроны захватываются.

## Электрическое поле в области пространственного заряда
Нескомпенсированные электрические заряды создают вокруг себя электрическое поле. Поэтому области пространственного заряда являются одновременно областями неоднородного электрического поля. Такая ситуация в корне отличается от случая протекания электрического тока в однородных проводниках или полупроводниках. При протекании электрического тока через однородное вещество, в каждой точке этого вещества сохраняется электрическая нейтральность, а электрическое поле остаётся равномерным. В области пространственного заряда электрическое поле неоднородно. Обычно на эти области приходится основная часть падения напряжения при протекании тока.

## Ограниченный пространственным зарядом ток
Электрический ток в вакуумном диоде вследствие неоднородности электрического поля в области пространственного заряда нелинейно зависит от напряжения между электродами.
{\displaystyle j=CV^{3/2}},
где j — плотность тока, V — напряжение, а C — коэффициент, зависящий от формы электродов. Для плоских электродов
{\displaystyle C={\frac {1}{9\pi L^{2}}}{\sqrt {\frac {2e}{m}}}}.
Здесь L — расстояние между электродами, e — заряд электрона, m — масса электрона.
Эта зависимость носит название закона Чайльда — Ленгмюра.
Таким образом, вольт-амперная характеристика вакуумного диода существенно нелинейная. При малых напряжениях между электродами пространственный заряд сильно препятствует прохождению тока. Увеличение напряжения приводит к растяжению области пространственного заряда, а потому ток растет быстрее, чем по линейному закону.